# ديفيد أوستين (رسام كارتون)
ديفيد أوستين (بالإنجليزية: David Austin)‏ هو رسام كارتون بريطاني، ولد في 29 مارس 1935، وتوفي في 19 نوفمبر 2005.